# Marie-Joseph-Barthélemy-Auguste Reverdy
Marie-Joseph-Barthélemy-Auguste Reverdy, francoski general, * 1888, † 1944.